# Luca, bambino mio
Luca, bambino mio (El Cristo del Océano) è un film del 1971 diretto da Tito Fernández.
Ispirato a un racconto di Anatole France, il film è stato girato in Italia, Spagna e Messico, ed è definito da critici come "uno dei più noti film religiosi realizzati in Spagna" ed "una referenza indiscutibile nel genere religioso"

## Trama
Il bambino Luca, orfano di madre, vive in un tranquillo villaggio di pescatori. Juan Aguirre è il suo più grande amico e gli fa da padre, per evitare che finisca in un orfanotrofio. Lui e Juan vivono momenti felici assieme. Luca ha un suo nascondiglio in una grande grotta sulla costa, nel quale conserva i fantasiosi regali del suo amico.
Il parroco del villaggio, don José, parla con Juan ed insiste sulla necessità di portare il bambino in orfanotrofio, ma egli si oppone: in città si sentirebbe un orfano, ma nel villaggio è un bimbo che attende il ritorno di sua madre Marta. Juan sa che vi è qualcuno in paese che insiste nell'inviare Luca in città; il parroco però si rifiuta di rivelare di chi si tratti.
Un giorno arriva una tempesta improvvisa, e il peschereccio di Juan non fa più ritorno al porticciolo. L'effetto per Luca è devastante. Diventa molto introverso, ed ogni giorno si siede sulla costa ad attendere il ritorno di Juan. Scopre invece, con grande stupore, un grande Cristo senza croce che galleggiando giunge sulla spiaggia. Faticosamente lo porta nella grotta, ma un suo compagno di classe lo spia ed avvisa il parroco. Questi, assieme al sacrestano, fanno capire a Luca che il posto adatto per quell'oggetto è la chiesa, mentre si cerca il legittimo proprietario.
Questo provoca un nuovo dolore al ragazzo, convinto che il posto del "Cristo dell'Oceano" fosse al suo fianco. Durante la notte nella parrocchia si odono cadere a terra i chiodi che fissano il Cristo alla nuova croce, ed il crocefisso viene ritrovato steso sull'altare.
Il mattino dopo, nella sua grotta, Luca incontra un uomo misterioso, che si presenta come Manuel. L'uomo dice di aver conosciuto molto bene Juan, di cui parla come un uomo molto buono. Manuel racconta poi dei tratti della vita di Gesù al ragazzo. Mentre Luca va a scuola, Manuel visita la sua casetta e si sofferma di fronte al ritratto della madre di Luca. Quella sera, prima di andare a dormire, Luca offre a Manuel di essere suo ospite. Questi accetta di rimanere per qualche giorno, e gli rimbocca le coperte. Notiamo sulla mano di Manuel una cicatrice a forma circolare.
Un giorno, il giovane Luca vede la maestrina Carmen piangere; è triste per la situazione con Bruno, e decide di chiedere aiuto al nuovo amico Manuel. Bruno, quella notte, non riesce a prendere sonno. Il giorno dopo, la signorina Carmen fa le valigie per abbandonare nascostamente il villaggio. Pensieroso, Bruno improvvisamente corre verso l'uscita del villaggio, dove incontra la sorpresa Carmen. Lei non capisce come egli abbia scoperto la sua partenza. Lui non può offrirle una spiegazione, ma gli propone il matrimonio.

## Riferimenti biblici
Il nome Manuel è un riferimento al Vangelo secondo Matteo:
(Mt 1,21-23)
Il film venne presentato in anteprima il 3 maggio 1971, giorno della Santa Croce nel calendario liturgico.

## Dettagli del film

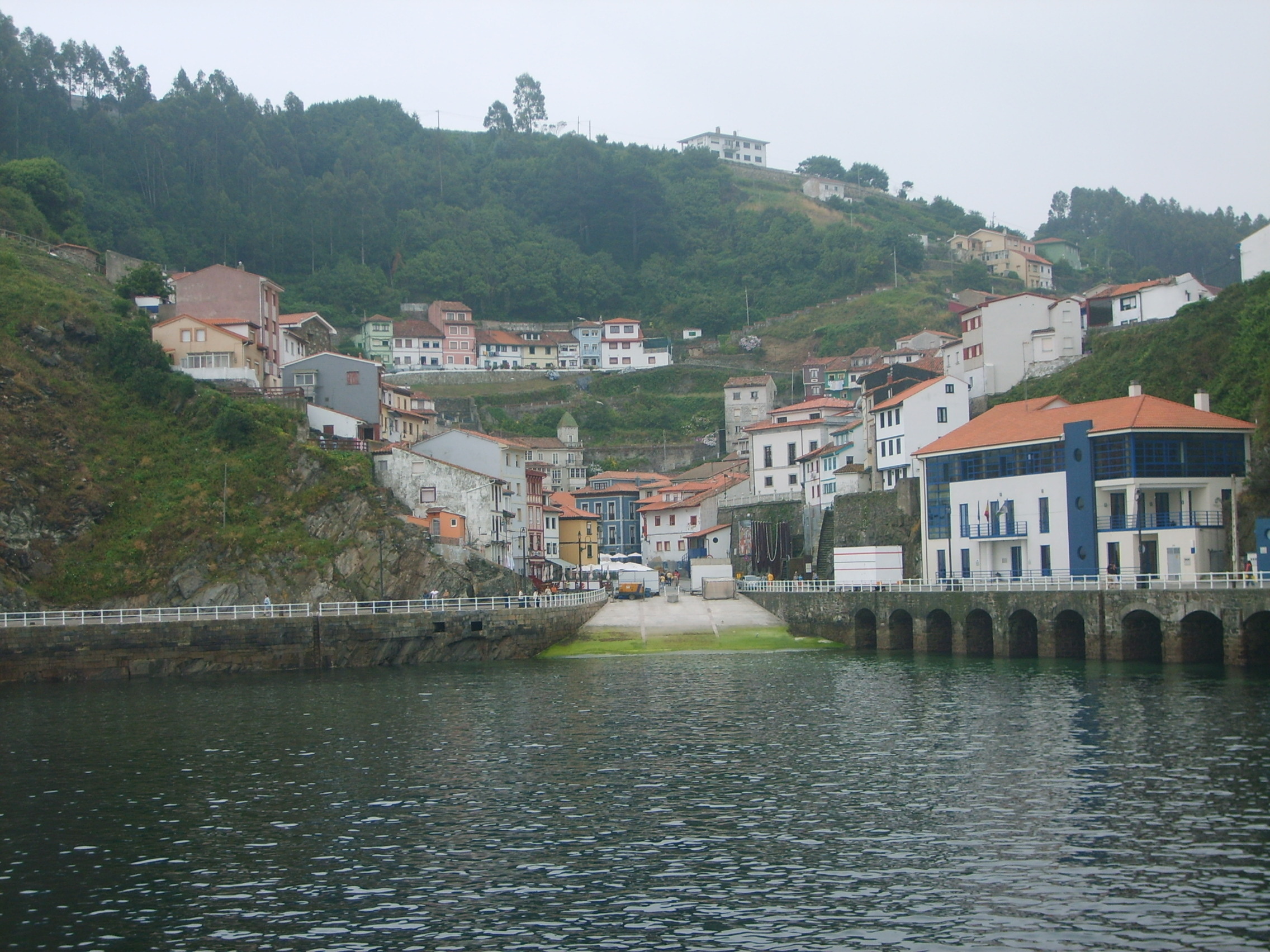
Cudillero nel 2006

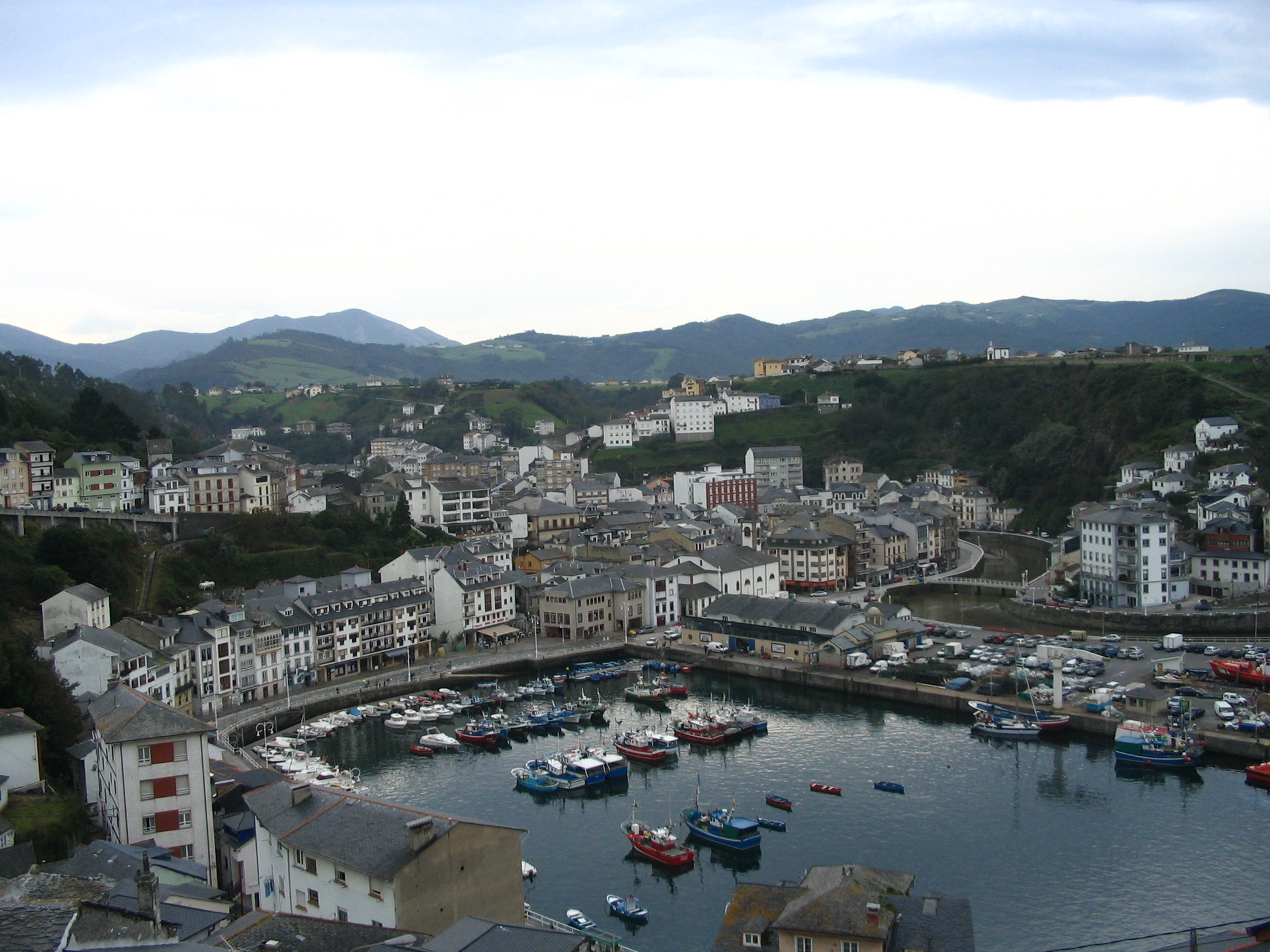
Luarca nel 2006

Il film si ambienta nei villaggi di Cudillero e di Luarca. Entrambi si trovano nella regione di Asturia, la cui patrona è appunto la Vergine di Covadonga.

### Musica
Composta dal maestro Bruno Nicolai, la colonna sonora del film è stata pubblicata prima su LP e poi, nel 2010, su CD.
- Il bambino (2:17)
- Tema d'amore (2:07)
- Il parroco (1:14)
- Mare agitato (1:32)
- La madre (1:38)
- Ansia drammatica (2:35)
- Pedrito (1:47)
- Il bambino (Altra versione) (1:31)
- Tema d'amore (Altra versione) (1:11)
- Il bambino (Altra versione) (1:22)
- Tema d'amore (Altra versione) (2:20)
- Veglia (2:28)
- Sulla barca (1:08)
- Il bambino (Altra versione) (2:10)
- Festa (1:46)
- Sul mare (2:55)
- La salvezza (1:45)
- Il bambino (Altra versione) (2:25)

## Curiosità
- Nel 2005 un peschereccio della città cilena di Iquique chiamato "Cristo del Oceáno" viene dato per disperso per oltre due giorni, dopo che l'imbarcazione aveva subito una falla. I marinai vengono trovati sani e salvi a oltre 30 miglia dalla costa, dopo che una barca capta un debole SOS e lo ritrasmette alla guardia costiera.[4]